# Celso Portiolli
Celso Yunes Portiolli (Maringá, 1 de junho de 1967) é um apresentador de televisão, radialista, empresário, youtuber, ex-cantor, ex-humorista, ex-político e ex-redator de televisão brasileiro. Portiolli também é proprietário da rádio Ótima FM, que conta com três emissoras no interior do estado de São Paulo. Contratado do SBT, atualmente é o apresentador do programa Domingo Legal e apresentou diversos programas líderes de audiência na emissora.

## Carreira

### 1984-93: Início de carreira e ingresso no SBT
Começou sua carreira no rádio em 1984, passando por emissoras do Paraná, Minas Gerais, Mato Grosso do Sul e São Paulo. O sonho de Portiolli sempre foi aparecer na televisão. Por isso, em 1993, enviou uma fita para Silvio Santos, com sugestões de câmeras escondidas para o Topa Tudo por Dinheiro. Das 11 ideias que mandou, 7 foram aprovadas, o que despertou o interesse do SBT, que logo o convidou para trabalhar como redator freelancer do programa, escrevendo as pegadinhas das câmeras escondidas. Por vezes, também trabalhava como ator no quadro.

### 1996-2004: Crescimento na emissora (Passa ou RepassaeCurtindo uma Viagem)
Mais tarde, em 1996, substituiu Angélica no Passa ou Repassa. Portiolli contou em entrevista com Danilo Gentili que ele foi vaiado pelos 250 alunos no programa de estreia. A atração ficou no ar até 1998 e voltou à grade um ano depois até 2000.
Passou um ano fora da televisão, o que fez a imprensa afirmar que Portiolli estava na "geladeira" da emissora. Mas em julho de 2001, após diversos atrasos, veio ao ar um de seus maiores sucessos, o Curtindo uma Viagem. O programa era exibido aos domingos, mas em dezembro de 2001 foi mudado para os sábados para concorrer com o Caldeirão do Huck, da Globo, e Programa Raul Gil, da Record. O programa perdeu em audiência e foi transferido novamente para os domingos, para concorrer com o Planeta Xuxa, onde conseguiu maior audiência. O programa foi cancelado em 2002 por corte de gastos, mas suas reprises passaram até 2003. Em 2003, comandou um reality show chamado O Conquistador do Fim do Mundo. No final de 2004 esteve à frente da Sessão Premiada, programa no qual interagia com telespectadores por telefone e dava prêmios em dinheiro. Portiolli alternava entre a vice e a liderança de audiência nas tardes de sábado. Nesta época, Celso apresentou outros programas, como Tempo de Alegria, Xaveco e Fantasia.
No ano seguinte foi convidado para comandar o Código Fama, atração que escolheu o melhor cantor mirim do país e o inscreveu numa final com crianças de vários países da América Latina que aconteceu no México.

### 2005-presente: Líder de audiência (Domingo Legal e Show do Milhão)

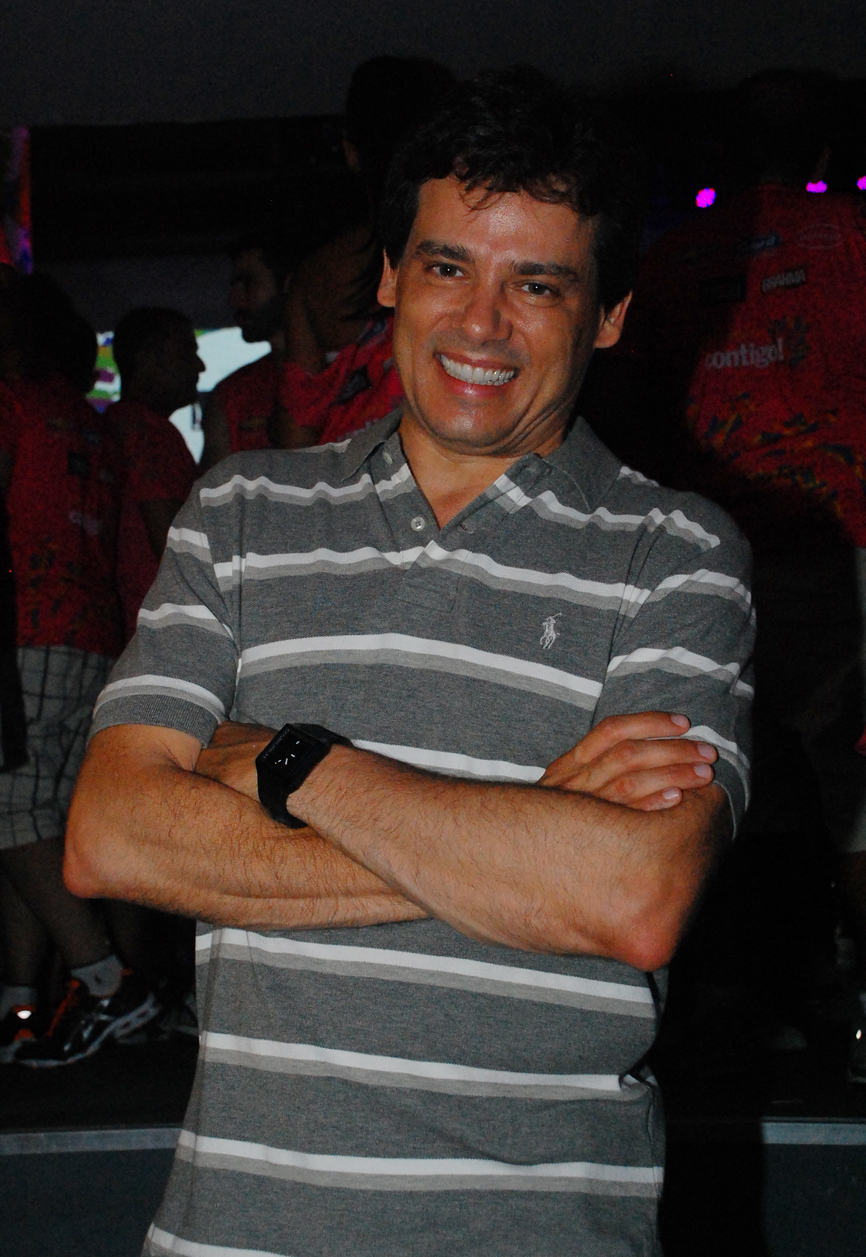
Portiolli em 2012

Nos anos seguintes comandou diversos programas como Charme, Namoro na TV, Curtindo com Reais, Curtindo com Crianças e Ver para Crer. Em 2009, Portiolli assumiu a apresentação do Domingo Legal no lugar de Gugu Liberato, que se transferiu para a Rede Record. Algumas das atrações do novo programa foram consideradas polêmicas, como apresentações de funkeiros e sósias do Michael Jackson, um quadro onde os participantes deveriam atravessar uma piscina, que foi considerado erótico, e participação de pessoas que tinham doenças que aparentavam ter mais ou menos idade do que a cronológica ou ter grandes diferenças de estatura em relação à média de seu sexo e idade. Alguns dos casos foram alvos de investigação no Ministério Público. O programa disputou audiência com o Domingo Show de Geraldo Luís, na Record TV e os jornais esportivos, programas de humor, variedades ou musical da Globo. O Domingo Legal ficou com a segunda melhor audiência, perdendo para a Globo. Em 2015, após o Domingo Legal perder duas horas de duração para o bloco Mundo Disney, o SBT resolveu criar outro programa para Celso, dessa vez nas noites de sábado, com o nome de Sabadão com Celso Portiolli, programa esse que rendeu razoáveis índices de audiência. No início de 2017, o programa foi tirado do ar após quase 2 anos. O Sabadão foi criticado pelo excesso de músicas na programação.
Em março de 2016 estreou o seu canal no YouTube. Em 2017, substituiu Danilo Gentilli como apresentador do reality show Entubados, da Sony. Foi a primeira vez que Portiolli apresentou um programa fora do SBT.
Em 2021, uma pesquisa realizada pelo Instituto ORBIS revelou que Portiolli era o favorito para substituir Silvio Santos nas noites de domingo do SBT. Porém, Portiolli afirmou que a única pessoa que conseguiria substituir Silvio era sua filha, Patrícia Abravanel. Após 12 anos, o SBT voltou a exibir o Show do Milhão, em setembro de 2021. Celso foi o escolhido para apresentar o programa. Em 2023, Portiolli foi o único apresentador do SBT que superou a Globo em audiência, obrigando a emissora concorrente a mudar a programação.
Em 27 de junho de 2024, Eliana oficialmente saiu da emissora e foi para a Globo. Na saída da apresentadora, Portiolli postou vídeo nas redes sociais imitando o vídeo de anúncio, que viralizou mas gerou críticas. Por causa da saída, o Domingo Legal foi expandido para 7 horas de duração. O programa registrou 7,6 pontos em média de Ibope na Grande São Paulo, ficando atrás da Globo, que obteve 15,5 pontos em média de Ibope, mas mantendo a vice-liderança. O Ibope do programa foi caindo com o passar do tempo, atingindo o pico de 6,3 pontos em 21 de julho.

## Outros trabalhos

### Na internet
Em 2016, Portiolli criou um canal na plataforma de streaming de vídeos YouTube, que alcançou três milhões de inscritos no ano seguinte. O apresentador publica, desde então, vídeos de receitas ampliadas, que ele chama de "gigantes", invenções e outros tipos de conteúdo. Acerca de sua carreira na internet, Celso afirmou ser o "único apresentador homem que decolou no YouTube". Afirmou também que seu canal faz parte da rede da emissora SBT, e que o cobravam para produzir conteúdo no tempo livre.

### Carreira musical
Em 1998, um ano após assinar um contrato com o SBT que o garantia dinheiro por inserções comerciais de vendas de discos, Celso Portiolli assinou um contrato com a Paradoxx Music, pela qual passou a lançar diversas coletâneas de dance music, que o renderam mais de 1 milhão de cópias e tornaram-no idealizador da promoção "pague 1, leve 2" no comércio de discos. Na mesma época, assinou um contrato com a multinacional PolyGram, pela qual lançou seu primeiro e único álbum de estúdio, É Tempo de Alegria (1998), que contém "Fogo na Floresta", única faixa que Portiolli ajudou a compôr, e outras compostas por músicos célebres, como Michael Sullivan, Paulo Massadas e René Bittencourt. O álbum, que foi produzido por Sullivan, falhou comercialmente, o que fez Celso seguir apenas vendendo coletâneas, entretanto, a faixa "Amizades Virtuais" viria a se tornar um meme na internet na década de 2010.

### Carreira política
No final da década de 1980 e início da década de 1990, em Ponta Porã, tornou-se líder de audiência e diretor de uma rádio local. Sua popularidade era tamanha na cidade que em 1992, com 24 anos, foi eleito vereador pelo Partido Democrático Trabalhista (PDT), durante a gestão de Oscar Goldoni. De acordo com Portiolli, ele não fez "(...) quase nada como vereador". O apresentador afirmou que isso se deu parcialmente devido ao falecimento de seu pai, a poucos dias da eleição.

## Associação aos ataques de 11 de setembro
De acordo com a revista Contigo, Celso Portiolli ficou famoso na internet em 2019, quando um usuário português criou a página do Facebook "Celso Portiolli não teve nada a ver com o 11 de setembro", uma referência ao ataque terrorista contra os Estados Unidos coordenado pela Al-Qaeda em 11 de setembro de 2001. O humor do meme é o relacionamento de uma figura conhecida a um evento distante da sua realidade. Foram espalhadas diversas montagens relacionando ou não o apresentador com o evento.
Portiolli disse em entrevista para o Flow Podcast que inicialmente não gostava da brincadeira e tinha receio de ser parado em aeroportos, mas eventualmente aceitou e passou até mesmo a tirar fotos perto de prédios quando vai a Nova Iorque.

## Vida pessoal
Celso Portiolli é filho de Dibe Yunes e Hercílio Portiolli. É o caçula de doze irmãos. Celso perdeu o pai aos 21 anos de idade em 1988 e a mãe aos 57 anos no começo do ano de 2025. Tem ascendência árabe e italiana
Portiolli casou-se com Suzana Marchi em 1992. Fruto do casamento, tem três filhos: Laura Portiolli (n. 2000), Pedro Henrique Portiolli (n. 2003) e Luana Portiolli (n. 2006).
Em dezembro de 2021, o apresentador recebeu tratamento para câncer na bexiga e conseguiu a cura.

## Filmografia

### Televisão
| Ano           | Título                         | Função              | Notas                           |
| ------------- | ------------------------------ | ------------------- | ------------------------------- |
| 1996-presente | Passa ou Repassa               | Apresentador        |                                 |
| 1997          | Tempo de Alegria               | Apresentador        |                                 |
| 1998–2001     | Xaveco                         | Apresentador        |                                 |
| 2000          | Fantasia                       | Apresentador        |                                 |
| 2001–2002     | Curtindo uma Viagem            | Apresentador        |                                 |
| 2002          | SBT Palace Hotel               | Mozão               | Especial de Fim de Ano          |
| 2003          | O Conquistador do Fim do Mundo | Apresentador        |                                 |
| 2004–2009     | Sessão Premiada                | Apresentador        |                                 |
| 2005–2006     | Código Fama                    | Apresentador        |                                 |
| 2006–2007     | Ver para Crer                  | Apresentador        |                                 |
| 2006–2007     | Charme                         | Apresentador        |                                 |
| 2007          | Curtindo com Reais             | Apresentador        |                                 |
| 2007          | Curtindo com Crianças          | Apresentador        |                                 |
| 2008–2009     | Campeonato de Perguntas        | Apresentador        |                                 |
| 2009–presente | Domingo Legal                  | Apresentador        |                                 |
| 2011–2017     | SBT Folia                      | Apresentador        |                                 |
| 2011          | Chaves: Especial de Natal      | Professor Girafales |                                 |
| 2011          | Chaves: Especial de Ano Novo   | Professor Girafales |                                 |
| 2015–2017     | Sabadão                        | Apresentador        |                                 |
| 2015          | Você Acredita em Papai Noel?   | Apresentador        | Especial de Fim de Ano          |
| 2017          | Entubados                      | Apresentador        |                                 |
| 2018          | Carinha de Anjo                | Ele mesmo           | Episódio: "1 de maio"           |
| 2018          | Z4                             | Ele mesmo           | Episódio: "Luz, Câmera e Ação!" |
| 2018          | Bake Off SBT                   | Participante        | Temporada 2                     |
| 2019          | As Aventuras de Poliana        | Ele mesmo           | Episódio: "18 de fevereiro"     |
| 2021          | Show do Milhão                 | Apresentador        |                                 |
| 2023          | Topa um Acordo                 | Apresentador        |                                 |
| 2025          | Troféu Imprensa                | Apresentador        | [ 39 ]                          |

### Internet
| Ano           | Título          | Cargo        | Plataforma |
| ------------- | --------------- | ------------ | ---------- |
| 2016–presente | Celso Portiolli | Apresentador | YouTube    |

## Discografia
| Título             | Detalhes | Ref.   |
| ------------------ | --- | ------ |
| É Tempo de Alegria | - Lançamento: 1 de janeiro de 1998 - Gravadora: Polygram/Polydor (Lançamento); Universal Music (Relançamento no Streaming) - Formatos: CD, download digital, Streaming | [ 40 ] |

## Prêmios e indicações
| Ano  | Prêmio          | Categoria                                     | Resultado | Ref.                |
| ---- | --------------- | --------------------------------------------- | --------- | ------------------- |
| 2012 | Troféu Imprensa | Melhor Apresentador ou Animador de TV         | Indicado  | [carece de fontes?] |
| 2013 | Troféu Imprensa | Melhor Apresentador ou Animador de TV         | Indicado  | [carece de fontes?] |
| 2015 | Troféu Imprensa | Melhor Apresentador ou Animador de TV         | Indicado  | [carece de fontes?] |
| 2016 | Troféu Imprensa | Melhor Apresentador ou Animador de TV         | Venceu    | [ 41 ]              |
| 2014 | Troféu Internet | Melhor Apresentador ou Animador de TV         | Indicado  |                     |
| 2015 | Troféu Internet | Melhor Apresentador ou Animador de TV         | Indicado  | [ 42 ]              |
| 2016 | Troféu Internet | Melhor Apresentador ou Animador de TV         | Indicado  |                     |
| 2022 | Prêmio iBest    | Influenciador Paraná                          | Venceu    | [ 43 ]              |
| 2023 | Prêmio iBest    | Influenciador Paraná                          | Venceu    | [ 44 ]              |
| 2024 | Prêmio iBest    | Apresentadores de TV/Streaming (voto popular) | Venceu    | [ 45 ]              |